# Batman contro Dracula
Batman contro Dracula (The Batman vs. Dracula) è un film d'animazione direct-to-video del 2005 diretto da Michael Goguen. Il film è un crossover tra la serie televisiva The Batman e il romanzo horror del 1897 Dracula. Il film è uscito in DVD-Video il 18 ottobre 2005, in concomitanza con la distribuzione in home video del film Batman Begins.

## Trama
Il Joker e il Pinguino scappano dall'Arkham Asylum, in cerca di un tesoro rubato nascosto da un altro detenuto in una cripta al cimitero di Gotham City. Il Joker viene rapidamente intercettato da Batman e, durante lo scontro, rimane folgorato dal suo stesso cicalino elettrico quando cade in un fiume, morendo apparentemente. Nel frattempo, il Pinguino entra nel cimitero e si ferisce accidentalmente una mano mentre apre una bara che spera contenga i soldi, trovando invece un corpo. Il sangue della sua mano gocciola sul cuore del cadavere, che torna in vita inavvertitamente; si tratta del Re dei vampiri, il conte Dracula in persona, il cui corpo è stato spostato dalla Transilvania a Gotham City dopo la sua "morte". Pinguino riesce a non essere morso grazie a un guardiano, da cui Dracula beve il sangue per poi vampirizzarlo; dopodiché, ipnotizza il Pinguino affinché lo serva come sua sentinella diurna.
Una notte di qualche tempo dopo, Batman assiste ad un attacco di vampiri ma decide di dimenticarlo e, come Bruce Wayne, procede ad ospitare una festa aziendale nel suo maniero. Arriva Dracula travestito dall'antropologo culturale Dr. "Alucard", che afferma di essere in visita per studiare Batman (credendo che la sua eredità da vampiro abbia influenzato l'esistenza di Batman) e si interessa a Vicki Vale, un'affascinante giornalista che sta intervistando e frequentando Bruce. Dopo aver cercato di mordere Wayne, Dracula vampirizza invece un cameriere che viene visto da Alfred Pennyworth. Bruce immediatamente deduce che Alucard è Dracula, e che i cittadini scomparsi di Gotham sono in realtà stati trasformati in vampiri. Poiché dei testimoni oculari hanno visto una figura simile a un pipistrello sulla scena dei "rapimenti", le accuse vengono fatte ricadere su Batman. Batman affronta Dracula, che gli offre una partnership per la conquista di Gotham, ma il vigilante rifiuta. Il vampiro decide quindi di ucciderlo e, durante lo scontro, ha la meglio sul cavaliere oscuro, ma è costretto a ritirarsi prima di mettere in atto il suo proposito a causa del sorgere del sole.
Al cimitero, Joker riappare, sopravvissuto alla folgorazione, e affronta il Pinguino, pensando che abbia già trovato il tesoro, inseguendolo fino alla tomba di Dracula. Nonostante gli avvertimenti di Pinguino di non aprire la bara, Joker finisce per essere morso e, di conseguenza, vampirizzato. Il criminale appena trasformato attacca una banca del sangue, portando alla sua cattura da parte di Batman. Mentre il vigilante tenta di creare un antidoto basandosi sulla struttura cellulare infetta del Joker, Alfred scopre che Dracula una volta aveva una sposa vampira, Carmilla Karnstein, che fu uccisa dall'esposizione alla luce del sole. Durante le sue ricerche Bruce trascura Vicki, la quale viene rapita da Dracula poco dopo. Batman riesce a curare il Joker del suo vampirismo e accerta la posizione della tana di Dracula nel cimitero di Gotham prima di riportare il criminale ad Arkham. Produce quindi una serie di fiale di vaccino con cui combattere i vampiri.
Dracula tenta di sacrificare l'anima di Vicki per rianimare Carmilla. Dopo aver appreso che Vicki è stata rapita, Batman si precipita nella tana di Dracula dove sconfigge e cura tutti i vampiri che si trovano nelle catacombe sotto il cimitero di Gotham, per poi liberare Vicki. Dracula manda Pinguino a ricatturare la donna mentre lui combatte Batman, che attira Dracula nella Batcaverna per avere vantaggio sul vampiro. Nel tentativo di aiutare Bruce, Alfred inietta in Dracula il vaccino anti-vampirisimo ma non può curare un vampiro naturale; alla fine, Batman riesce a incenerire con il suo prototipo di accumulatore di energia solare il vampiro, uccidendolo definitivamente. Questo libera anche il Pinguino dal suo controllo il quale, durante l'inseguimento con Vicki, trova finalmente il tesoro nascosto che ha causato tutti i problemi. Subito dopo il criminale viene però arrestato dalla polizia e incolpato dai media per i rapimenti, sostenendo che facesse tutto parte di un suo piano per ritrovare l'oro. Batman viene rilasciato da ogni accusa e riprende a proteggere Gotham.

## Personaggi e doppiatori
| Personaggio          | Doppiatore originale     | Doppiatore italiano |
| -------------------- | ------------------------ | ------------------- |
| Batman / Bruce Wayne | Rino Romano              | Marco Balzarotti    |
| Conte Dracula        | Peter Stormare           | Marco Balbi         |
| Vicki Vale           | Tara Strong              | Renata Bertolas     |
| Pinguino             | Tom Kenny                | Vittorio Bestoso    |
| Joker                | Kevin Michael Richardson | Riccardo Peroni     |
| Alfred Pennyworth    | Alastair Duncan          | Guido Rutta         |

## Distribuzione

### Edizione italiana
Il doppiaggio italiano del film è stato eseguito presso la Merak Film e diretto da Guido Rutta, anche coautore dei dialoghi con Antonella Marcora.

### Edizione home video
Nel DVD sono presenti, come contenuti extra, i due trailer e un "dietro le quinte".